# Хелмс, Ричард
Ричард Макгарра Хелмс (англ. Richard McGarrah Helms; 30 марта 1913 − 23 октября 2002) — американский государственный деятель, Директор Центральной разведки США (1966 − 1973).

## Биография
Родился в Филадельфии (по другим данным — в Сент-Дэвидсе), Пенсильвания. В детстве несколько лет жил в Европе, учился в школах в Германии и Швейцарии. В 1935 году окончил колледж Вильямса в Массачусетсе, получив степень бакалавра, после чего работал журналистом. В 1936 году направлен в качестве корреспондента «Юнайтед Пресс» на Олимпийские игры в Берлин, где взял интервью у Гитлера. После возвращения в США принят на работу в газету «Индианаполис Таймс», где работал менеджером по рекламе.
В 1942 году призван на действительную воинскую службу, прошел 60-дневную подготовку на курсах при Гарвардском университете, после чего был произведен в лейтенанты ВМС. Находился на штабной работе. С августа 1943 года — сотрудник УСС, работал в Великобритании и Люксембурге, а после окончания Второй мировой войны — в Германии.
В 1946 году уволился из ВМС и работал гражданским специалистом в отделе тайных операций, переданном из расформированного УСС в Министерство обороны. Отвечал за разведывательную и контрразведывательную работу в Германии, Австрии и Швейцарии. В том же году вместе со своим отделом передан в состав ГЦР, преобразованной в сентябре 1947 года в Центральное разведывательное управление (ЦРУ).
С июля 1952 года исполнял обязанности начальника по операциям в Директорате планирования ЦРУ.
С 1962 года — заместитель директора Центральной разведки по планированию и руководитель Директората планирования, с 28 апреля 1965 года — 1-й заместитель директора (назначен президентом Л. Джонсоном, утвержден Сенатом и вступил в должность одновременно с директором У. Рейборном). После отставки Рейборна 18 июня 1966 года президентом Джонсоном назначен директором Центральной разведки и главой ЦРУ, 30 июня вступил в должность. Возглавлял ЦРУ до 2 февраля 1973 года.
Был уволен в отставку за противодействие попыткам президента Р. Никсона замять Уотергейтский скандал.
С марта 1973 по январь 1977 года — посол США в Иране.
В 1977 году привлечен к судебной ответственности по обвинению в даче ложных показаний Сенату (в 1973 году Хелмс отрицал участие ЦРУ в свержении президента Чили Альенде). Отказался оспаривать приговор и по соглашению с Министерством юстиции был приговорен к двум годам лишения свободы условно и штрафу в 2000 долларов — единственный случай, когда глава ЦРУ привлекался к судебной ответственности. После ухода с государственной службы занимался бизнесом, основал консалтинговую фирму «Сафир компани».
В 1983 году награждён президентом Р. Рейганом «Медалью национальной безопасности».
Умер от рака в 2002 году, похоронен на Арлингтонском национальном кладбище.

## Образ в кино
- Хелмс является прототипом Уильяма Мартина, персонажа телесериала «Вашингтон за закрытыми дверями» (1977, по роману Джона Эрлихмана[англ.] «Компания»[англ.]), сыгранного Клиффом Робертсоном.
- Роль Р. Хелмса в фильме О. Стоуна «Никсон» (1995) исполнил актёр Сэм Уотерстон. Сцена с участием Хелмса не попала в основную версию фильма и присутствует лишь в авторской версии.
- Р. Хелмс выступил также в качестве прототипа Ричарда Хэйеса, персонажа шпионского триллера Роберта Де Ниро «Ложное искушение» (2006), роль которого сыграл Л. Пейс.